# Charles Leroux
Charles Édouard Gabriël Leroux (Parijs, 13 september 1851 – Versailles, 4 juli 1926) was een Frans componist, muziekpedagoog en militaire kapelmeester. Hij was een zoon van een meubelfabrikant. 

## Levensloop
Leroux kreeg al op jonge leeftijd muziekles en studeerde vanaf 1870 bij onder anderen Antoine François Marmontel (piano) aan het Conservatoire national supérieur de musique in Parijs. In 1872 werd hij ingetogen tot het Franse leger en werd lid van het 62e Infanterie Regiment. Vanaf het volgende jaar was hij militaire muzikant. In 1875 werd hij overgeplaatst naar de Militaire muziekkapel van het 78e Infanterie Regiment en werd hun tweede dirigent en in 1879 werd hij chef-dirigent. Toen arrangeerde hij verschillende klassieke werken voor harmonieorkest, bijvoorbeeld de Rigaudon uit de opera "Dardanus" van Jean-Philippe Rameau.
In 1884 kwam hij als "ingehuurde buitenlander" naar Japan en als onderdeel van de 3ème Mission militaire veranderde hij de militaire muziekkapellen van het keizerlijke Japanse leger. In 1886 werd hij onderscheiden met de Orde van de Rijzende Zon Ve Klasse met gouden en zilveren stralen. In 1889 kwam hij terug naar Frankrijk en werd benoemd tot dirigent van de militaire muziekkapel van het 98e Infanterie Regiment in Lyon. In 1899 werd hij bevorderd tot een eerste klasse dirigent, dat toen gelijk was met een rang van kapitein. In 1900 werd hij onderscheiden met een benoeming in het Franse Legioen van Eer. In 1906 ging hij met pensioen en vestigde zich in de mijnstad Montceau-les-Mines, waar hij dirigent werd van de plaatselijke fanfare. De laatste levensjaren woonde hij in Versailles, waar hij op 4 juli 1926 overleed.

## Composities

### Werken voor harmonieorkest
- 1883 L'Aurore, mazurka voor harmonieorkest
- 1897 Lyon - En position Défilé
- 1886 Battōtai (Rikugunbunretsukoushinkyoku) - (Defile de L'Armee Japonaise)[1][2] - tekst: Masakazu Toyama

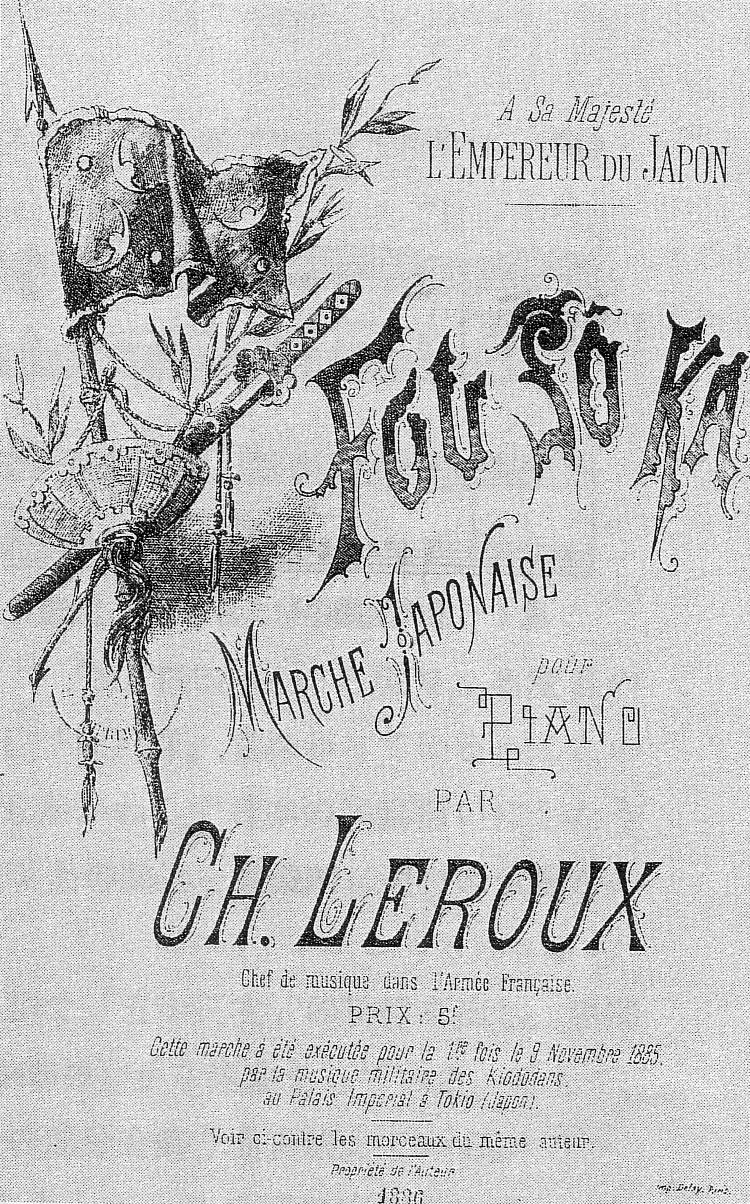
Titelpagina van de mars Fousōka

- Fusōka: Kanpeishiki bunretsu kōshinkyoku (扶桑歌 : 観兵式分列行進曲)

### Werken voor piano
- 1881 Les Saisons! - Suite de valses, voor piano vierhandig
- 1884 L'Aurore!, polka mazurka
- 1886 2ème Valse
- 1886 Bluette!, mazurka
- 1902 Premières Violettes - Suite de valses

## Publicaties
- La Musique classique japonaise, par Ch. Leroux, in: "Bulletin de la Société franco-japonaise", juin-septembre 1910., Paris: Evette et Schaeffer, 1911. 21 p.
- 3 mai 1914: Discours à l'occasion de sa nomination au grade d'officier de la Légion d'honneur, Paris: impr. Marétheux, 1914. 28 p.